# Via Aemilia Scauri

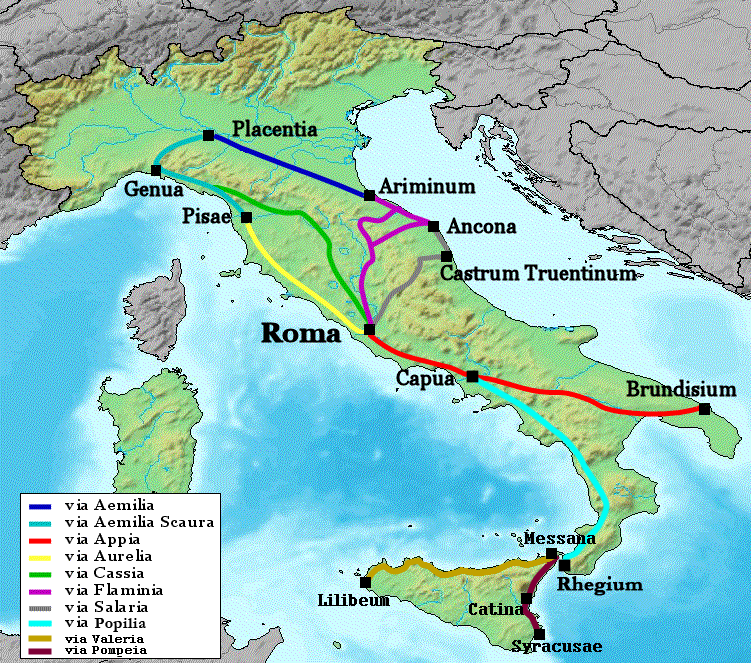
Das römische Straßennetz. Die Via Aemilia Scauri in graublau.

Die  Via Aemilia Scauri ist eine Römerstraße, die Marcus Aemilius Scaurus der Ältere während seiner Amtszeit als Censor im Jahr 109 v. Chr. in Auftrag gab.
Sie verlief von Placentia (heute Piacenza) nach Süden über den Ligurischen Apennin nach Genua, von dort aus die Küste nach Südosten entlang bis Luna (Luni) oder Pisae (Pisa) – je nachdem, ob die Strecke zwischen Luna und Pisae noch der Via Aemilia Scauri oder bereits der Via Aurelia zugerechnet wird. Die Via Aemilia Scauri verband damit die Via Aemilia und Via Postumia in der Poebene mit der Via Aurelia und der Via Cassia bzw. der Via Clodia.
Ebenfalls der Via Aemilia Scauri zugerechnet wird häufig die Küstenstraße von Genua nach Vado Sabatia (Vado Ligure) im Südwesten. Die Fortführung dieser Straße ist mit Sicherheit die Via Julia Augusta, die unter Kaiser Augustus angelegt wurde.
Für die Strecke entlang der Küste (sowie deren Fortsetzung, der Via Julia Augusta) wurde in späterer Zeit dann ebenfalls der Name Via Aurelia benutzt, als deren Verlängerung dieser
Teil der  Via Aemilia Scauri von Rom aus gesehen werden kann.